# Rangapahar
Rangapahar es una ciudad censal situada en el distrito de Dimapur en el estado de Nagaland (India). Su población es de 6673habitantes (2011). 

## Demografía
Según el censo de 2011 la población de Rangapahar era de 6673 habitantes, de los cuales 4973 eran hombres y 1700 eran mujeres. Rangapahar tiene una tasa media de alfabetización del 94,96%, superior a la media estatal del 79,55%: la alfabetización masculina es del 97,59%, y la alfabetización femenina del 86,45%.